# Eleuterio Ferreira Carretero
Eleuterio Ferreira Carretero (Salamanca, 1917-Salamanca, 1997). Veterinario y político español. Fundador y director de la revista Ferias, mercados y mataderos. Fue uno de los fundadodores de la formación política Partido Autonómico Nacionalista de Castilla y León (PANCAL) (1977), y años después, en 1983, fue candidato de Coalición Popular  (AP-PDP-UL) a las Cortes de Castilla y León.
En 1969, Ferreira Carretero recibió del alcalde de Nueva York las llaves de la ciudad en representación del Ayuntamiento de Salamanca. Fue presidente, en 1972, de la Casa de Salamanca en Madrid.